# یواس‌اس ارویلا (اس‌پی-۷۵۲)
یواس‌اس ارویلا (اس‌پی-۷۵۲) (به انگلیسی: USS Arvilla (SP-752)) یک کشتی بود که طول آن ۴۶ فوت ۰ اینچ (۱۴٫۰۲ متر) بود.